# Wikipédia en tchèque
Wikipédia en tchèque (en tchèque : Česká Wikipedie) est l’édition de Wikipédia en tchèque, langue slave occidentale parlée en Tchéquie. L'édition est lancée officiellement en 3 mai 2002 mais dans les faits en novembre 2002. Son code est : cs.
Au 20 mars 2025, l'édition en tchèque contient 565 182 articles et compte 691 931 contributeurs, dont 2 487 contributeurs actifs et 33 administrateurs.

## Présentation

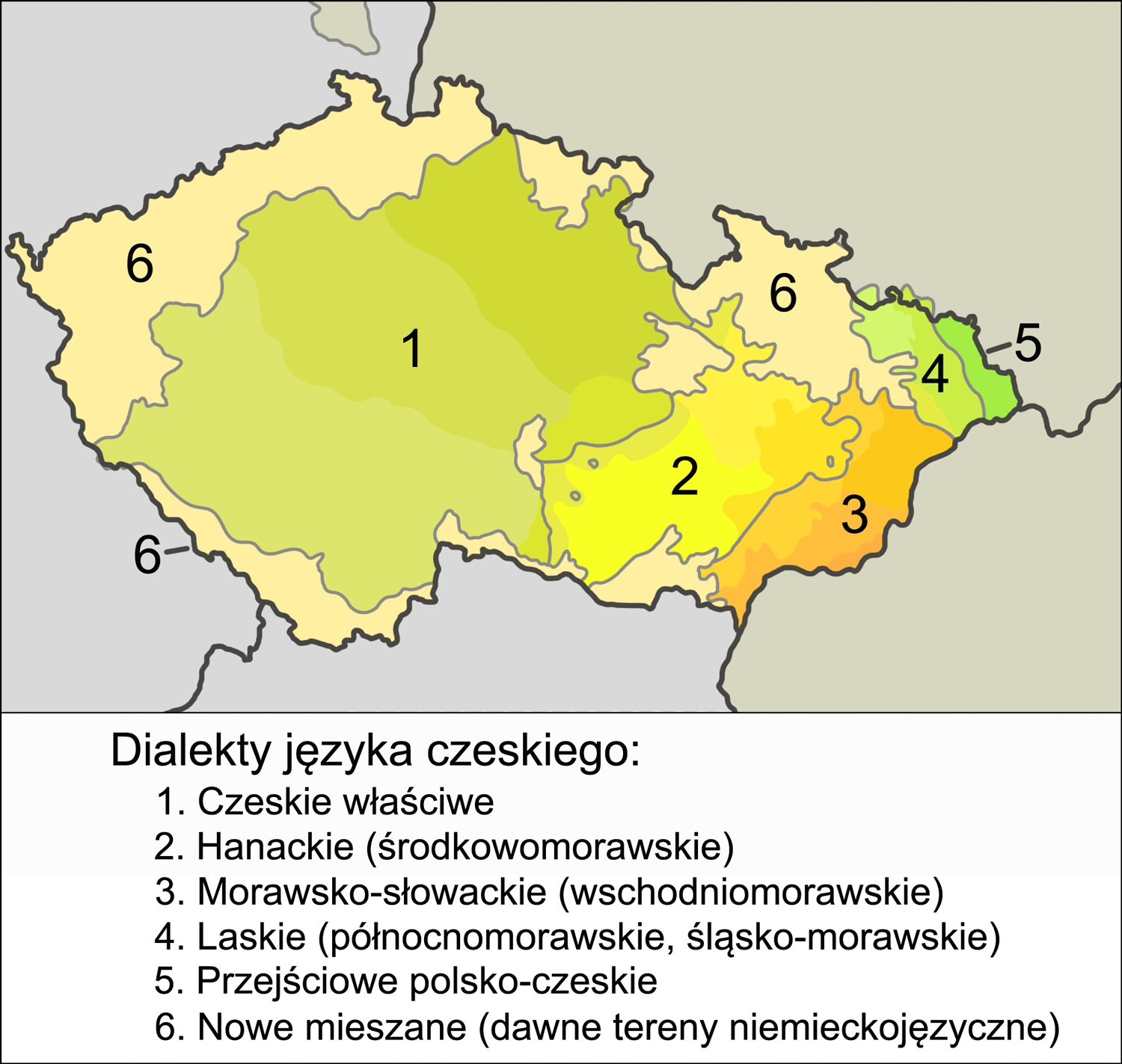
Aire de diffusion du tchèque et dialectes (morave [2-3], lach [4], silésien [5]).

Au passage des 500000 articles en mars 2022.

L'encyclopédie démarre en novembre 2002 à l'initiative d'un administrateur de la Wikipédia en espéranto. À ses débuts, la plupart des articles sont centrés sur l'espéranto.
La majorité des contributeurs à Wikipédia en tchèque sont des hommes âgés de 13 à 35 ans. Afin d'améliorer la diversité des profils, des formations sont proposées à des seniors pour leur permettre de contribuer à l'encyclopédie. En 2024, plusieurs centaines de personnes âgées ont suivi ces formations.

## Statistiques

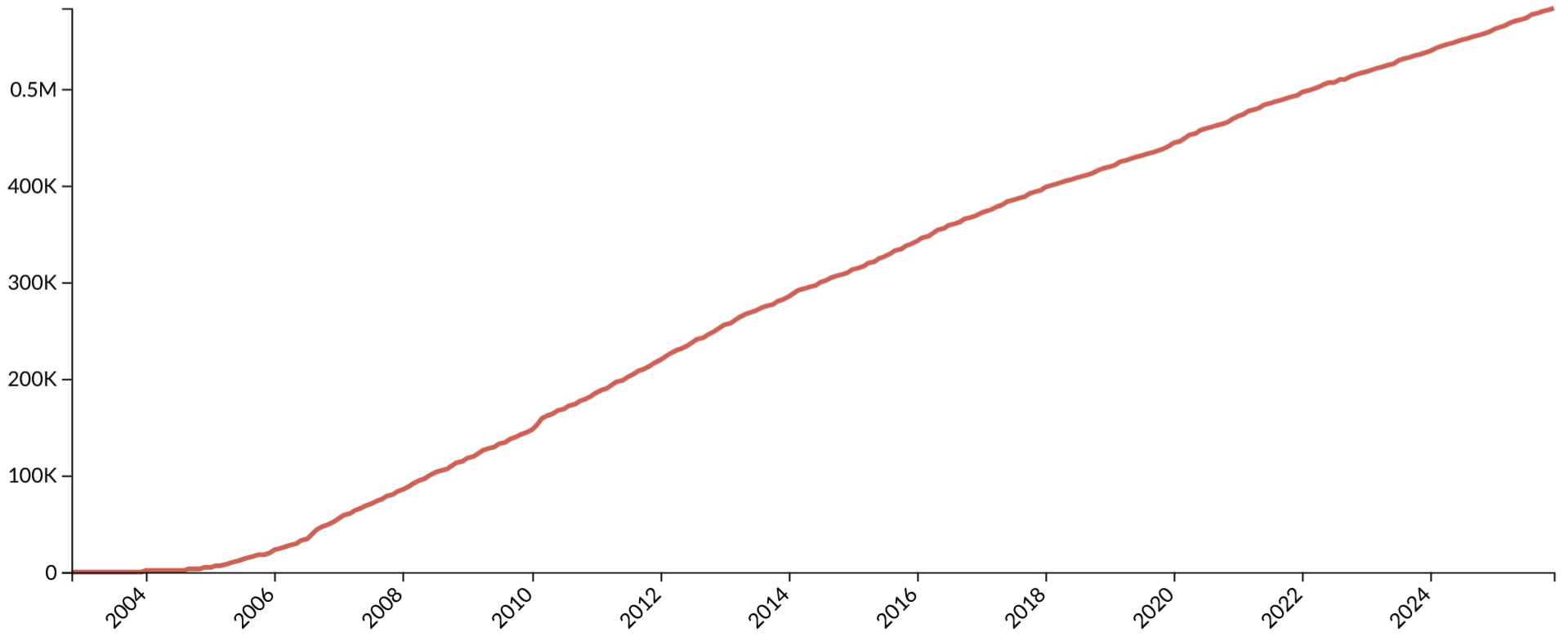
Évolution du nombre d'articles.

- Le 20 octobre 2003, l'édition en tchèque atteint 1 000 articles.
- Le 18 novembre 2006, elle atteint 50 000 articles.
- Le 19 juin 2008, elle atteint 100 000 articles.
- Le 11 juillet 2013, elle compte 269 640 articles et 229 506 utilisateurs, ce qui en fait la 21e version de Wikipédia par nombre d'articles.
- Le 16 mars 2022, elle atteint 500 000 articles.
- Le 5 novembre 2022, elle contient 512 723 articles et compte 595 278 contributeurs, dont 2 426 contributeurs actifs et 30 administrateurs.
- Le 10 août 2024, elle contient 551 200 articles et compte 669 506 contributeurs, dont 2 002 contributeurs actifs et 32 administrateurs.